# Scrophularia calycina
Scrophularia calycina är en flenörtsväxtart som beskrevs av George Bentham. Scrophularia calycina ingår i släktet flenörter, och familjen flenörtsväxter. Inga underarter finns listade i Catalogue of Life.